# Begonia pentaphylla
Espèce
Synonymes
- Begonia muricata Scheidw.[1]
- Begonia scheidweileri Koord.[1]
- Scheidweileria muricata Klotzsch[1]

Begonia pentaphylla est une espèce de plantes de la famille des Begoniaceae. Ce bégonia est originaire du Brésil. L'espèce fait partie de la section Scheidweileria. Elle a été décrite en 1843 par Wilhelm Gerhard Walpers (1816-1853). L'épithète spécifique pentaphylla signifie « à cinq feuilles ».

## Répartition géographique
Cette espèce est originaire du pays suivant : Brésil.